# Peter Tauson
Peter Tauson (født 12. januar 1940 i København, død 4. august 2025) var en dansk tidligere ishockeyspiller.

## Karriere
Som ishockeyspiller repræsenterede Peter Tauson i hele sin karriere Hellerup IK. Fra midten af 1960'erne til 1973 spillede han omkring 100 kampe i 1. division for klubben, og har modtaget 100 kampsnålen fra HIK.

## Privat
Tauson arbejdede som eksportchef/export manager. 
Den 18. december 1964 blev han i Birkerød Kirke gift med Janne Norup (1940-2022), med hvem han fik sønnerne Michael, Søren og Christian Tauson med. Blandt syv børnebørn findes atlet Caroline Groth Tauson og tennisspiller Clara Tauson.
1. januar 2018 var Peter én af 16 nulevende danskere med efternavnet Tauson.